# Station Olomouc-Smetanovy sady
Železniční zastávka Olomouc-Smetanovy sady (Nederlands: Spoorweghalte Olomouc Smetanovy sady) is een spoorweghalte in de Tsjechische stad Olomouc, in de wijk Olomouc-město. Het station ligt aan lokaalspoorlijn 275 (die van Olomouc, via Senice na Hané, naar Drahanovice loopt). Het station is onder beheer van de SŽDC en wordt bediend door stoptreinen van de České Dráhy. Naast Smetanovy sady ligt ook het station Olomouc-Nová Ulice in de wijk Olomouc-město. De spoorweghalte ligt op loopafstand naar de wijken Povel en Nové Sady en het busstation Olomouc Tržnice. De naam Olomouc-Smetanovy sady is ontleend aan het park Smetanovy sady, dat ten noorden van de spoorweghalte is gelegen.
Olomouc hlavní nádraží · Olomouc místní nádraží ↔ Olomouc-Smetanovy sady ↔ Olomouc-Nová Ulice ↔ Olomouc město ↔ Olomouc-Hejčín ↔ Olomouc-Řepčín ↔ Horka nad Moravou ↔ Skrbeň ↔ Příkazy ↔ Senice na Hané ↔ Náměšť na Hané ↔ Drahanovice